# حارة العلفي (صنعاء)

تعديل مصدري - تعديل

العلفي هي إحدى حارات حي بير زيد (صنعاء) بمدينة الروضة (صنعاء) التابعة لمحافظة أمانة العاصمة، بلغ تعداد سكانها 458 نسمة حسب تعداد اليمن لعام 2004.